# Good Hope (Ohio)
Good Hope é um lugar designado pelo censo localizado no condado de Fayette no estado estadounidense de Ohio. No Censo de 2010 tinha uma população de 234 habitantes e uma densidade populacional de 119,98 pessoas por km².

## Geografia
Good Hope encontra-se localizado nas coordenadas 39° 26′ 48″ N, 83° 21′ 34″ O. Segundo o Departamento do Censo dos Estados Unidos, Good Hope tem uma superfície total de 1,95 km², correspondentes a terra firme.

## Demografia
Segundo o censo de 2010, tinha 234 pessoas residindo em Good Hope. A densidade populacional era de 119,98 hab./km². Dos 234 habitantes, Good Hope estava composto pelo 98,29% de brancos, 0,85% de afroamericanos e 0,43% eram de outras raças. Outr0,43% pertenciam a duas ou mais raças. Do total da população 0,43% eram hispanos ou latinos de qualquer raça.